# Barawaja Buda
Barawaja Buda (biał. Баравая Буда; ros. Боровая Буда, Borowaja Buda; pol. hist. Borowa Buda, Lasowa Buda) – agromiasteczko na Białorusi, w obwodzie homelskim, w rejonie kormańskim, w sielsowiecie Barawaja Buda.

## Historia
W XIX i w początkach XX w. wieś położona w Rosji, w guberni mohylewskiej, w powiecie rohaczewskim, w gminie Merkułowicze. W pobliżu mieściła się tu wówczas stacja pocztowa Lesowaja Buda na drodze z Witebska do Homla.
Następnie w granicach Związku Sowieckiego. Od 1991 w niepodległej Białorusi. W 2009 ze Strukaczewa do Barawej Budy przeniesiona została siedziba sielsowietu.